# George Finlay
George Finlay (* 21. Dezember 1799 in Faversham, Grafschaft Kent; † 26. Januar 1875 in Athen) war ein britischer Historiker und Philhellene.

## Frühe Jahre
Finlay wurde als Sohn schottischer Eltern in Kent geboren, wo sein Vater, ein Armeeoffizier, Inspektor der Pulvermühlen war. Er studierte Rechtswissenschaften an den Universitäten von Glasgow und Edinburgh und ging 1821 an die Universität Göttingen.
Bereits früh begeisterte er sich für den griechischen Kampf um die Unabhängigkeit. Im Jahre 1823 beschloss er, Griechenland zu besuchen. Er traf im November in Kefalonia ein, wo er von Lord Byron freundlich empfangen wurde. Während der nächsten vierzehn Monate verbesserte er seine Kenntnisse in der Sprache und Geschichte des Landes. Ein schweres Fieber bewog ihn, den Winter 1824–1825 und das folgende Frühjahr in Rom, Neapel und Sizilien zu verbringen. Danach kehrte er nach Schottland zurück, verbrachte einen Sommer auf Castle Toward in Argyllshire, bis er an der Universität Edinburgh in der Absicht, das schottische Anwaltspatent zu erwerben, seine Prüfungen in Zivilrecht ablegte. Seine Begeisterung für die griechische Sache führte ihn jedoch zurück nach Griechenland, wo er bis zu seinem Tode fast ununterbrochen blieb.

## Teilnahme am griechischen Befreiungskrieg
Finlay wurde ein guter Freund von Frank Abney Hastings und verbrachte viele Monate auf See, um den Verlauf des Krieges aus erster Hand zu beobachten. Er nahm auch an den erfolglosen Operationen von Lord Cochrane und Richard Church zur Befreiung Athens im Jahre 1827 teil.

## Literarische Arbeit

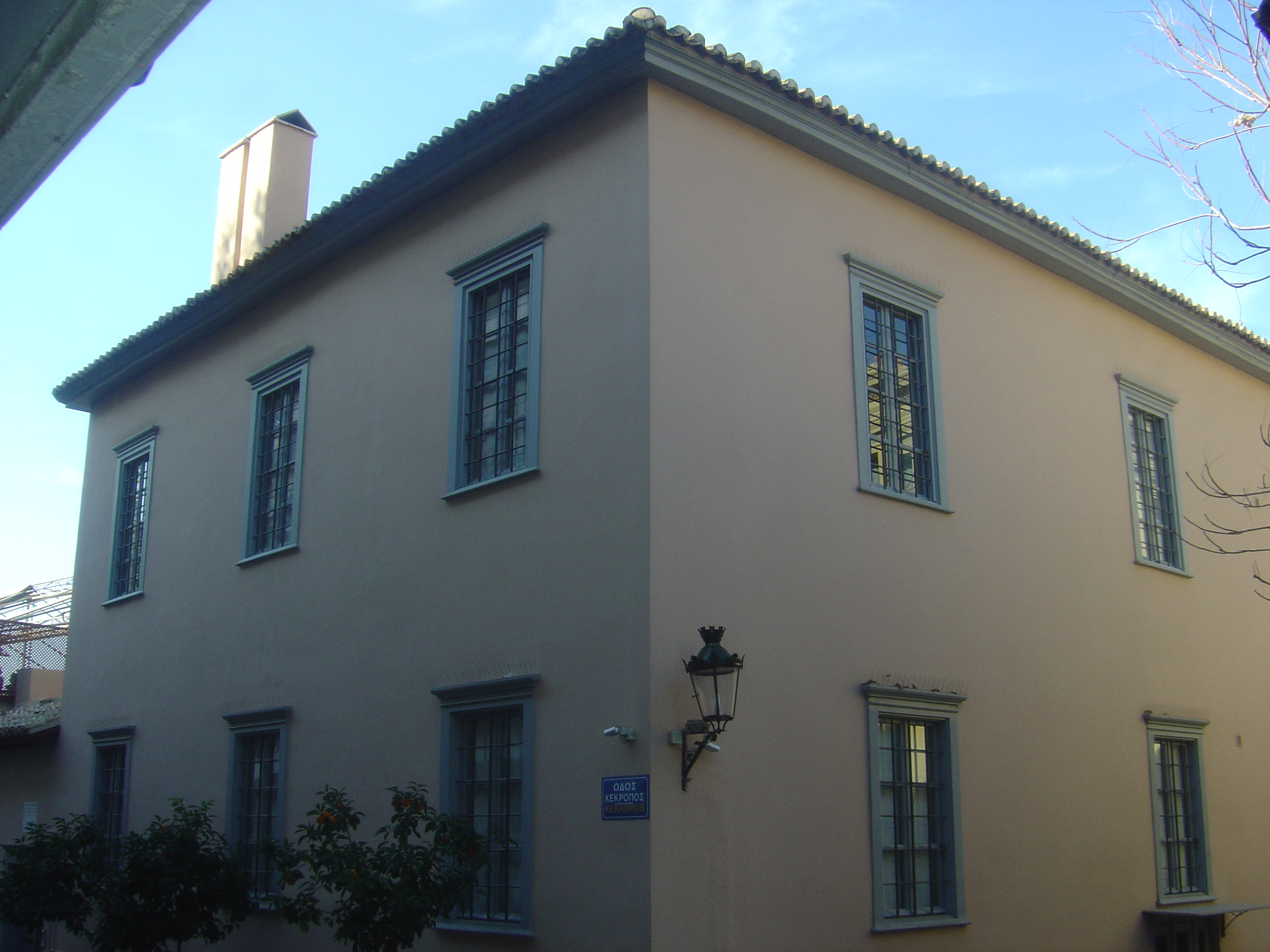
Finlays Wohnhaus in Athen (Plaka)

Nach dem Krieg fanden seine Bemühungen um die Entwicklung des Landes – wohl wegen seiner Verbindungen zu den früheren Führern der Revolution, die bei der neuen royalistischen Führung in Ungnade gefallen waren – geringes Echo. Er kaufte zunächst ein Landgut in Attika, scheiterte jedoch in seinen Bemühungen um die Einführung eines besseren Systems der Landwirtschaft. Er bezog ein Anwesen in der Adrianou-Straße in Athen (in dem jetzt als Plaka bekannten Stadtteil) und widmete sich für den Rest seines Lebens der literarischen Arbeit.
Seine ersten Veröffentlichungen waren The Hellenic Kingdom and the Greek Nation (Das Griechische Königreich und die griechische Nation, 1836); Essai sur les principes de banque appliques a l'etat actuel de la Grèce (Essay über die Grundsätze des Bankwesens in Bezug auf die aktuelle Situation Griechenlands, Athen 1836); und Remarks on the Topography of Oropia and Diacria, with a map (Bemerkungen über die Topographie der Oropia und Diakria, mit einer Karte, Athen 1838).
Sein bleibendes Vermächtnis bildet sein Werk A History of Greece, das er in sieben Bänden veröffentlichte. Band I (Greece under the Romans) schloss er 1843 ab, Band II (History of the Byzantine Empire From DCCXVI to MLVII) 1852. 1856 folgte History of Greece under Othoman and Venetian domination, 1861 History of the Greek revolution.
Inzwischen hatte er weitere Reisen in verschiedene Teile der Levante unternommen, als deren Ergebnis er ein Buch über die Stätte des Heiligen Grabes mit einem Plan von Jerusalem veröffentlichte (1847).
Bei schwacher Gesundheit verbrachte er seine letzten Jahre mit der Überarbeitung seines Geschichtswerkes. Von 1864 bis 1870 war er auch Korrespondent der Zeitung The Times; seine dort publizierten Berichte erschienen auch in griechischen Zeitungen und hatten Einfluss auf die griechische Politik.
Er schrieb auch für Saturday Review und Athenaeum.
Finlay war Mitglied mehrerer wissenschaftlicher Gesellschaften. Im Jahre 1854 erhielt er von der Universität Edinburgh die Ehrendoktorwürde der juristischen Fakultät.

## Schriften
- Greece under the Romans: a historical view of the condition of the Greek Nation. (books.google.com)
  - deutsche Übersetzung: Griechenland unter den Römern. (books.google.com)
- History of the Byzantine Empire From DCCXVI to MLVII. (books.google.com)
- History of Greece From its Conquest by the Crusaders to its Conquest by the Turks. Edinburgh 1861 (books.google.com)
- History of Greece under Othoman and Venetian domination. (books.google.com)
- History of the Greek revolution. Band I (archive.org)
- History of the Greek revolution. Band II (books.google.com)
- The Hellenic kingdom and the Greek nation. 1837 (books.google.com)